# Carbonear
Carbonear – miasto w prowincji Nowa Fundlandia i Labrador w Kanadzie.
Adres urzędu miasta: 256 Water Street NL
Kod pocztowy: PO Box 999 NL Canada A1Y 1C5